# Archetipi (saggio)
Archetipi è un'opera saggistica intrisa di filosofia, mistica e spiritualismo esoterico scritta da Elémire Zolla originariamente in lingua inglese e pubblicata nel 1981; tradotta successivamente in spagnolo nel 1983 e in giapponese nel 1985.
La traduzione italiana del 1988 è a cura di Grazia Marchianò per i tipi di Marsilio Editori e, come dice lei stessa in "Nota del traduttore": Alla mia traduzione del testo inglese, l'autore ha apportato alcuni tagli e numerose aggiunte che ne fanno un'opera per buona parte nuova.
Il libro è suddiviso in 5 sezioni, ognuna delle quali divisa a sua volta in capitoli specifici.

## Argomenti trattati

### L'esperienza metafisica
1. L'esperienza metafisica
2. La perdita della faccia
3. La faccia che si aveva prima di nascere
4. Dentro e fuori, trasmutazioni
5. Dualità e tempo
6. La complessità del rapporto e della comunanza tra follia e illuminazione
7. L'unità

Questa prima parte tratta specificamente dell'esperienza metafisica, (che si trova pertanto al di fuori e al di sopra del comune stato di coscienza quotidiano), che l'essere umano, in determinate e particolarissime condizioni e situazioni, riesce per un brevissimo lasso tempo a sperimentare: "Quando la psiche che percepisce e le cose percepite, soggetto e oggetto, si fondono e assorbono a vicenda, avviene ciò che si può definire esperienza metafisica " (pag. 7)
La trattazione è tutta imbevuta di riferimenti a testi poetici classici (Giacomo Leopardi in primis, ma anche Jacopone da Todi, Tommaso Campanella, Emily Dickinson e Jorge Luis Borges) e citazioni erudite tratte dai grandi libri sacri della tradizione religiosa orientale, soprattutto indiana: l'esperienza della mistica induista (Veda, Upanishad e Vedānta) che da sempre considera l'illuminazione come un confondersi finale tra io separato ed egoisticamente individuale con la totalità dell'essere universale.
Samādhi per l'autore "denota la mente quando si sia sganciata da tutto ciò che di norma la impegna, dopo che si è distolta... dall'incessante rammemorare, dall'inquieto immaginare" (pag. 8): l'antitesi e parallelismo moderno vigente in occidente, rispetto a Samadhi, è quello che la psicologia etichetta come nevrastenia. Altra similitudine presa dall'estremo oriente per avvicinarsi alla comprensione di Samadhi è il tiro con l'arco della tradizione giapponese chiamato Kyudo, vera e propria arte marziale che conduce, se ben appresa e ben praticata, nelle immediate vicinanze dell'esperienza metafisica la quale trascende tutti personalismi radicati nell'Io: "Liberazione è lasciar cadere il pupazzo che ci guida, spezzare l'identificazione con la nostra biografia" (pag. 14)
Sfiorare l'Assoluto è sfiorare la suprema Libertà, quella della realizzazione spirituale, a cui ogni singolo individuo composto di corpo materiale è infine chiamato; e l'unica maiuscola Verità è quella che porta in prossimità dell'Infinito: il mondo moderno, rifiutando questo sogno interiore, nega di fatto sia la Libertà che la Verità. La musica ed il silenzio interiore son tra le possibilità più alte concesse all'uomo per avvicinarsi a tutto ciò, e questo già lo affermavano sia Shopenhauer che Nietzsche.
I metodi spirituali ricercati e attuati dalle più svariate tradizioni religiose, nessuno escluso (lo Yoga su tutti), chiedono il rallentamento delle funzioni vitali, del respiro e degli stessi pensieri: liberarsi ha un'assonanza con librarsi, ovvero volare, significato letterale del termine estasi. L'allontanamento ed il distacco da tutte le cose terrene regalano all'anima così salvata la quiete; ecco che il divino ha concesso la Grazia (teologia). ( vedi cap. "Dentro e fuori, trasmutazioni").
Il cervello funziona elettricamente, tramite onde: le onde beta corrispondono alla coscienza di veglia, quelle alfa invece ad uno stato più meditativo: con queste ultime il tempo pare rallentare, le lancette dell'orologio non hanno più allora quel potere totalizzante sopra di noi, che da sempre le contraddistinguono. Non più schiavo del tempo (cioè il mondo reale, ricco economicamente ma poverissimo spiritualmente), l'essere liberato può guardare finalmente dietro e soprattutto dentro di sé. La stessa separazione netta tra passato e futuro viene a cadere.
Lo stato meditativo monacale è lo stesso cercato e desiderato con tutte le forze dagli antichi cultori dello sciamanesimo; l'illuminazione è un lampo improvviso del tutto simile all'esplosione che ha dato inizio all'intero universo visibile, il Big Bang. Nel mito dell'India tutto ritorna, l'eterno ritorno regna sovrano, quindi il passato corrisponde al futuro e viceversa, almeno in parte. Nulla rimane fisso ed immutabile ed allo stesso tempo tutto lo è (vedi cap. "Dualità e tempo").
"Che cos'è la follia, che cos'è la salute? Dove corre il confine tra delirio, allucinazione e verità?" (pag. 31). La sanità mentale è sempre stata associata alla perfetta integrazione nella realtà del mondo in cui ci si trova a vivere
La parola realtà deriva dal latino res-ciò che ha valore e consistenza (come a sua volta res-publica): ciò ch'è creduto da molte persone risulta vero e reale per la massa anonima. Eppure la stessa "normalità psichica" è una pura finzione creata da una particolare e temporanea maggioranza: sapienza è quando ci si accorge che "in realtà" la realtà altro non è che Māyā-apparenza, inganno cosmico creato dal dio Visnù per gioco. La stessa madre del Buddha (la creatrice del suo corpo fisico) molto simbolicamente è chiamata Maya.
Sottostare in tutto e per tutto alle regole imposte dalla società esterna equivale a perdere la propria autenticità e libertà interiore per cadere in un orrido stato di miserevole schiavitù dell'anima, di fronte al mondo esterno, di fronte ali altri. Le certezze scientifiche ottocentesche riguardanti la "malattia" sono esse stesse vincoli creati per inquadrare la "verità" in un'unica concezione possibile. La pratica religiosa medievale consigliava molto saggiamente al santo di travestirsi gioiosamente da "scemo del villaggio". (vedi cap. "La complessità del rapporto tra follia e illuminazione")
Unica fonte viva e vera è il pensiero che include in sé la "coincidentia oppositorum" (la concordia degli opposti): sano e malato son pertanto facce d'una stessa medaglia. La verità più grande è quella che si cela dietro un'apparente follia; lo stesso Carl Gustav Jung l'aveva compreso studiando gli stati delle persone affette da schizofrenia e delirio dissociativo. L'epilessia di Dostoevskij è malattia sacra: "Le malattie mentali sono tentativi di sondare l'Unità" (pag. 35).
Il concetto di Unità metafisica parte dal mondo archetipico dei numeri, come già Pitagora insegnava; religiosamente l'Unità si trasmuta in Logos-parola divina e divien parte dell'Essere. Ma non solo la parola, bensì anche lo stesso suono musicale, la danza del corpo, la pittura e i colori disposti in un ordine significativo. Così come a monte della musica, così anche all'origine della parola sta il silenzio, culmine della realizzazione spirituale dell'eremita e asceta sia orientale che occidentale.
Ogni parola cela nelle sue più profonde radici una metafora, e quest'ultima libera almeno temporaneamente dalla schiavitù data dalla cosiddetta realtà quotidiana (le necessità materiali). Uscire dal mondo serio degli adulti quindi, e ritornare all'infanzia (il mito del "puer aeternus") accompagnati dal sapiente Dioniso, il dio massimamente libero ed eternamente giovane. L'assoluto spirituale include in sé la totalità delle cose in perfetta unità. (vedi cap. "L'Unità") 

### Gli archetipi
1. I numeri come archetipi
2. La percezione emotiva degli archetipi
3. Capire gli archetipi mediante similitudini
4. Quanti archetipi ci sono
5. Che cosa fanno gli archetipi all'uomo

Tutto è Uno e Uno è tutto; ciò è ripetuto costantemente dal Mahābhārata allo studio dell'alchimia sapienziale. All'origine di tutto vi è l'Uno che si rispecchia, primaria emanazione che manifesta il mondo: le Upanishad ci dicono che fu in tal maniera che la Divinità riconobbe per la prima volta se stessa. Ogni individuo venuto all'esistenza successivamente è parte relativa di quest'Uno divino.
Si percepiscono e si fa esperienza, in primis emotiva, di quegli archetipi cui ci si trova ad esser affini, che maggiormente si "sentono": la cruda e povera realtà nulla può contro l'immensità della potenza che sgorga dall'Archetipo. Questo i più grandi poeti l'hanno inteso, William Blake, Percy Bysshe Shelley, William Butler Yeats, Gialal al-Din Rumi e i creatori di Haiku giapponesi. In seguito l'alchimia spirituale vissuta dagli gnostici sia antichi che rinascimentali cercano ancora una volta di spiegare tutto ciò.
Gli archetipi esistono prima d'ogni parola pronunziata; ogni nome cerca in parte di ritrovar e attingere da quest'origine. Il nome rappresenta il potere più alto, chi domina i nomi comanda su tutto: nominare crea un valore, un'essenza (il potere di un genitore sul figlio è quello d'avergli dato "il nome"... dare il nome a tutte le cose è il potere che Dio concede ad Adamo nel libro della Genesi; nella Cabala ebraica chi venisse a conoscenza dei nomi divini potrebbe dominare il mondo intero).
L'immagine dell'archetipo divien sinonimo della forma ideale; il significato è ciò che rende unitaria una qualsiasi cosa; gli archetipi sono schemi che unificano simbolicamente, partendo dalla carica energetica emotiva dell'essere che li espone, che li fa apparire. (vedi cap. "La percezione emotiva degli archetipi")
Similitudini archetipiche in natura son quelle della nube alta nel cielo, delle profonde distese acquee e delle sue vorticose cascate, i mulinelli creati dai fiumi durante il loro percorso tortuoso. Nel mondo antico per accedervi occorreva compiere un sacrificio rituale, in cui il sacrificato si lasciava immolare per amore: quando l'archetipo appare ecco sciogliersi la distinzione tra il cosiddetto bene e il cosiddetto male.
Parlano degli archetipi I Ching, ma anche nella sua poesia John Keats, nella sua opera teatrale Jean Genet: non si può riconoscere l'archetipo se non ci si libera dal comune linguaggio... occorre un poeta o un danzatore sacro. Lo sciamano giunge ad impersonare l'archetipo e lo fa a costo della propria stessa vita fisica e mentale. (vedi cap. "Che cosa fanno gli archetipi all'uomo")

### Politica archetipale
1. Gli archetipi in politica. I due archetipi dell'Europa
2. Romolo fratricida
3. Numa
4. L'ecumene ed i suoi miti
5. Augusto imperatore
6. L'imperatore cristiano
7. Roma cattolica
8. Il sacro romano impero
9. Il popolo romùleo
10. Papato e impero in lotta
11. Il Graal
12. Bisanzio. L'imperatore cristiano e l'imperatore filosofo
13. Bisanzio e Mosca
14. L'impero francese
15. L'Inghilterra
16. L'archetipo dell'apocalissi
17. Gli archetipi politici sono degenerazioni

Il 1° archetipo politico della storia europea è lo stato nato dall'assassinio di un fratello, l'impero romano si fonda sul sangue versato di Remo da parte del fratello Romolo; il 2° è quello dell'ecumene creata per "volontà divina" (sacro romano impero, stato pontificio). il re e l'imperatore laico affiancato e contrapposto al papa. Questa legge parte dalla caduta di Troia cantata dal sommo poeta Omero nell'Iliade e giunge fino alla conferenza di Jalta che prepara la conclusione della seconda guerra mondiale.
Romolo e Remo sono figli del dio Marte e di Rea Silvia, una vestale consacrata: la loro nascita è del tutto simile a quella di Mosè, Ciro I di Persia, Sargon. Abbandonati vengono allevati e nutriti da una lupa che amorevolmente li allatta. "Lupe si chiamavano le prostitute errabonde... i tre insulti coatti della plebe denotano Romolo e Remo: figli di puttana, bastardi e vagabondi" (pag. 83)
I due sono, così come deve essere, l'uno l'opposto dell'altro: Remo per spregio osa oltrepassare il confine della futura città di Roma appena tracciato da Romolo, e per tale colpa viene ucciso. I primi cittadini furono banditi e vagabondi, delinquenti d'ogni sorta e risma giunti da chissà dove: la storia d'occidente qui viene fondata una volta per tutte, la violenza e l'omicidio saranno la legge consueta della storia europea. (vedi cap. "Romolo fratricida")
Antitesi sacerdotale di Romolo sarà la figura di Numa Pompilio, pitagorico e sciamano. Chi ha avuto più proseliti, il guerriero assassino Romolo o il mistico sacerdote Numa? Ma il mio eterno di Romolo viene riproposto rinnovato e più forte che mai durante il I secolo a.C., durante il trapasso tra repubblica romana e neonato impero, tra gli anni di Giulio Cesare e quelli di Augusto, il primo imperatore.
Ottaviano sconfigge Marco Antonio nella battaglia di Azio, fa assassinare il figlioletto di Cesare e Cleopatra e diviene unico erede, fondatore della dinastia giulio-claudia. Ma oltre ad essere imperatore ad Augusto va anche il titolo di "pontifex maximo": i suoi successori cercarono con alterne vicende di realizzare al massimo grado possibile questo doppio mito, imperiale e pontificale.
Primo imperatore a fregiarsi del titolo di "cristiano" fu Costantino, non a caso soprannominato "il Grande": ma la sua vicenda assomiglia moltissimo a quella di Ashoka, sovrano dell'impero Maurya che riuscì per pochissimi anni a riunificare l'immenso territorio costituito dal continente indiano per merito della fede buddhista. Ed il primissimo cristianesimo ha d'altra parte varie affinità col buddhismo. Il Concilio di Nicea, presieduto dallo stesso imperatore, decreta quelli che saranno per i secoli futuri i dogmi cristiani: il pagano Costantino ne diventa difensore, il braccio armato della Chiesa cattolica. (vedi cap. L'imperatore cristiano)
Con la deposizione di Romolo Augusto, ultimo sovrano dell'Impero romano d'Occidente, da parte di Odoacre re dei Goti una nuova svolta avviene: da allora in poi fu il papa cattolico ad assumere per sé il titolo di "Sommo Pontefice" e a cercar di dettar legge perfino all'imperatore (disapprovato in ciò già da Tertulliano). Da allora tra i due s'instaurò una sfida, su chi dovesse aver la prerogativa di giudicare: a chi spetta il tribunale? L'imperatore romano si dice discendente da Venere? Il papa ribatte: e io direttamente da San Pietro. Una leggenda si sostituisce ad un'altra leggenda.
Nel frattempo irrompe il pericolo degl'infedeli maomettani e Carlo Magno viene incoronato dal papa e unto con "l'olio santo".
Il tentativo teocratico di uniformare la chiesa procede a passo spedito. L'idillio tra Impero e Papato all'epoca della Dinastia ottoniana durò poco; si sviluppa ad un tratto il mito del Santo Graal. Contemporaneamente lo Stato della Chiesa combatte con tutte le armi a propria disposizione la tradizione bizantina, entrata oramai nell'alveo della Chiesa ortodossa

### Poesia archetipale
1. Gli archetipi e la poesia: il silenzio come matrice
2. L'estetica come cosmogonia
3. Poesia e simmetria
4. Poesia, sincronismo e suggestione
5. La poesia come esperienza di archetipi
6. La poesia, il paesaggio interiore ed il mito
7. La triade interiore

Ogni cosa sperimentata tramite i sensi è intrisa d'un suo "genio della lampada" o spirito archetipale.
La poesia vive di archetipi, i quali trovano il loro punto di partenza dallo Zero, numero mistico per eccellenza, equivalente al silenzio precedente ogni parola (sia espressa a voce che scritta): il maiuscolo Silenzio, reso significante, vien così a designar l'Unità dell'Essere. Pertanto la poesia più arcaica è essenzialmente cosmogonica, parla e pensa dell'inizio oltre-fisico di tutte le cose (in filosofia si chiama ontologia)
Dal primordiale Silenzio sgorga poi Logos(-il verbo), dall'Unità ogni molteplicità, dal grande Nulla ogni essere: questa forma silente del mondo si traduce in Sacra Poesia (ed è per questo che l'inizio d'ogni letteratura nazionale è eminentemente poetico). Dai testi sapienziali dell'antica India risulta che l'Uno è in perenne "condizione d' estasi" e la poesia è l'unico ragionamento che può in parte spiegarlo: essa è in ultima analisi "il silenzio che parla, il vuoto che genera il cosmo" (pag. 119) All'interno della chiesa ortodossa si medita sull' icona dedicata a "S. Giovanni del Silenzio": l'autore del vangelo che afferma All'inizio fu il Verbo si preme l'indice sulle labbra a mo' di sta zitto, conserva ciò che sai gelosamente in segreto e non dire!
Ogni cosmogonia è in definitiva un trattato poetico, e viceversa; e dal silenzio divino scaturisce il 1° suono vibrante il quale, ritmicamente in sé perfetto, darà una forma parzialmente compiuta alla totalità delle cose visibili. Il pensiero hinduista definisce la poesia come un'eco linguistico atto a tramandare parte della realtà; Maimonide separa la piena rivelazione da ciò che s'è successivamente potuto interpretare nel linguaggio, rimane pertanto sempre una parte segreta e nascosta, occulta ai più, non sperimentabile comunemente. Per Dostoevskij Cristo tornato nel mondo rimarrà inesorabilmente muto (vedi la parabola de Il grande inquisitore. Per Pavel Florensky infine tutti i suoni archetipali s'associano ad altrettanti colori. (vedi cap. "L'estetica come cosmogonia")
Il ragionamento poetico, a differenza d'altri, unisce e non divide; l'unificazione d'un oggetto col proprio archetipo è tipico della mente infantile, a detta di Melanie Klein... e il bambino è come poeta che costantemente sogna bellezza e verità: "Il poeta... sta sul confine tra la veglia e il sogno ed è perciò esente dalle paure, dai terrori che il loro sfiorarsi... produce" (pag. 124) Le ossessioni di Edgar Allan Poe terrorizzano perché non sincronizzano le due realtà, esteriore ed interiore, lasciandole invece separate ma vicine. La sincronicità e le simmetrie fra mondi paralleli è stata ben studiata da Carl Gustav Jung.
Ma poesia è anche intimamente interconnessa a religione e profezia; quando la contemplazione si fa universale, l'enigma del mondo divien mito cosmogonico. La parola poetica produce dall'interno di se stessa suggestioni altamente significative, provenienti direttamente dal cuore. In ambito prosastico, altissimo maestro di suggestioni fu Henry James. (vedi cap. "Poesia, sincronismo e suggestione")
Son stati i romantici inglesi a chiarir la natura poetica come esperimento archetipale: Samuel Taylor Coleridge e William Wordsworth, assieme ai già citati Shelley e Keats, tra gli scrittori Thomas Hardy e Joseph Conrad... fino a giungere a Emily Brontë, Charles Baudelaire e Dylan Thomas. Il poeta, dominato interamente dall'archetipo, vive come in stato di transe (vedi Trance (psicologia)) o ebetudine poetica; status ove anche le mute pietre gli parlano rivelandogli qualcosa d'essenziale.

### La visione della rosa
1. La visione della rosa
2. La commedia e il sogno selvaggio
3. La tragedia e il sacrificio
4. Centri di trasmutazione e di risanamento